# Rezerwat przyrody Klinské rašelnisko
Rezerwat przyrody Klinské rašelnisko (słow.: Národná prírodná rezervácia Klinské rašelinisko; słow. rašelnisko = torfowisko) – nieistniejący rezerwat przyrody w obszarze katastralnym wsi Klin w powiecie Namiestów w północnej Słowacji. Obecnie w tzw. strefie B Obszaru Chronionego Krajobrazu Górna Orawa (w skrócie: CHKO Horná Orava).

## Położenie
Rezerwat leżał w Kotlinie Orawskiej, w pobliżu ujścia potoku Półgórzanka do Jeziora Orawskiego, ok. 1 km na południe od zabudowań dolnej części wsi Klin. Obejmował tereny na wysokości ok. 610–620 m n.p.m., położone między szosą z Namiestowa do Żubrohławy oraz lokalną drogą z Namiestowa do Klinu.

## Historia terenu chronionego
Klinské rašelnisko jest najstarszym obszarem chronionym spośród wszystkich chronionych torfowisk Górnej Orawy. Rezerwat został powołany w 1967 r. na powierzchni 9,22 ha jako Państwowy Rezerwat Przyrody Klinské rašelinisko (słow. Štátna prírodná rezervácia Klinské rašelinisko). Od 1995 r. funkcjonował jako Narodowy Rezerwat Przyrody Klinské rašelinisko (słow. Národná prírodná rezervácia Klinské rašelinisko).
Po powołaniu w 2003 r. według nowych zasad Obszaru Chronionego Krajobrazu Górna Orawa rezerwat zniesiono. Jego teren, powiększony do 15,3 ha, wszedł w skład strefy B (4 stopień ochrony) CHKO Horná Orava, a jego strefa ochronna pod nazwą Pri Klinskom rašelinisku o pow. 41,2 ha, położona w katastrach wsi Klin i Slanica – w skład strefy C (3 stopień ochrony) CHKO Horná Orava. Wchodzi w skład sieci Natura 2000.

## Charakterystyka terenu
Rezerwat obejmował doskonale rozwinięte torfowisko wierzchowinowe uformowane na dość urozmaiconym podłożu z nieprzepuszczalnego fliszu karpackiego. Na podstawie wyników analizy pyłkowej stwierdzono, że początki torfowiska sięgają wstecz do optimum klimatycznego holocenu, przypadającego na okres atlantycki (ok. 6000 – 4000 lat p.n.e.). Jest to torfowisko typu wysokiego, rozwijające się w środowisku skrajnie ubogim w składniki pokarmowe i silnie zakwaszonym. Jest zasilane jedynie wodą opadową.

## Flora
Strukturę torfowiska buduje gruby kożuch torfowców (Sphagnales). Na nim, zwłaszcza na suchszych miejscach, wyrastają nieliczne rośliny kwiatowe. Są to głównie krzewinki o skórzastych liściach, skutecznie ograniczających odparowanie wody. Spotkamy tu prawie wszystkie gatunki roślin charakterystyczne dla torfowisk wysokich: bagno zwyczajne (Ledum palustre L.), żurawinę błotną (Oxycoccus qadripetalus Gilib.), borówkę bagienną (Vaccinium uliginosum L.) oraz rzadką w górach modrzewnicę zwyczajną (Andromeda polifolia L.). Gęste i rozległe darnie tworzy miejscami wełnianka pochwowata (Eriophorum vaginatum L.).
Z niedostatkiem składników mineralnych w podłożu wiąże się występowanie roślin owadożernych, w tym wypadku rosiczki okrągłolistnej (Drosera rotundifolia L.).
W miejscach, w których warstwa torfu jest cieńsza, pojawiają się kępy wierzby rokity (Salix rosmarinifolia L.) i krzaczaste okazy brzozy brodawkowatej (Betula verrucosa Ehrh.).

## Fauna
Ze specyficznym składem roślinności wiąże się występowanie szeregu rzadkich gatunków owadów. M.in. na terenie byłego rezerwatu stwierdzono pierwsze stanowisko ważki Leucorrhinia rubicunda na Słowacji.

## Cel ochrony
Rezerwat powstał w celu ochrony jednego z ostatnich na Słowacji dobrze wykształconego i zachowanego torfowiska wysokiego typu wierzchowinowego.